# فاليري بيرتي
ڤاليري بيرتي (بالفرنسية: Valérie Berthé)‏ (من مواليد 16 ديسمبر 1968) هي عالمة رياضيات فرنسية تعمل كمديرة للأبحاث في المركز الوطني الفرنسي للبحث العلمي في معهد البحوث والمعلوماتية (IRIF)، وهو مشروع مشترك بين المركز الوطني الفرنسي للبحث العلمي وجامعة باريس ديديرو. تتضمن أبحاثها الديناميكيات الرمزية، والهندسة المتقطعة، ونظام العد، والفسيفساء، والهندسة الكسيرية.

## التعليم
أكملت ڤاليري بيرتي شهادة البكالوريوس في سن 16، ودرست في المدرسة العليا للأساتذة من 1988 إلى 1993. حصلت على إجازة جامعية ودرجة ماجستير في الرياضيات البحتة من جامعة بيير وماري كوري عام 1989، وشهادة الدراسات المعمقة من جامعة باريس الجنوبية عام 1991، وأكملت دراستها حتى تم تعيينها من قبل المركز الوطني الفرنسي للبحث العلمي في عام 1993. 
إستكملت دراستها حتى حصلت على الدكتوراه عام 1994 من جامعة بوردو، وأشرف جون بول ألوش على أطروحتها بعنوان Fonctions de Carlitz et automates: Entropies conditionnelles .
أتمت شهادة التأهل للأستاذية عام 1999 تحت إشراف جون بول ألوش في جامعة البحر المتوسط وكانت رسالتها بعنوان Étude arithmétique et dynamique de suites algorithmiques. 

## البحث العلمي
يمتد بحث ڤاليري إلى مجال الديناميكيات الرمزية ونظام العد والهندسة المتقطعة.

## جمعيات
ڤاليري بيرتي هي نائب رئيس جمعية علماء الرياضيات الفرنسيين (SMF)، ومدير المطبوعات في هناك. لعبت دورًا نشطًا في جمعية تنمية المرأة والرياضيات.

## تكريم
في عام 2013، حصلت على وسام جوقة الشرف. 